# Рекарій-де-Жос
Рекарій-де-Жос (рум. Răcarii de Jos) — село у повіті Долж в Румунії. Входить до складу комуни Бредешть.
Село розташоване на відстані 200 км на захід від Бухареста, 29 км на північний захід від Крайови.

## Населення
За даними перепису населення 2002 року у селі проживали 1010 осіб.
Національний склад населення села:
| Національність | Кількість осіб | Відсоток |
| -------------- | -------------- | -------- |
| румуни         | 934            | 92,5%    |
| цигани         | 76             | 7,5%     |

Рідною мовою назвали:
| Мова      | Кількість осіб | Відсоток |
| --------- | -------------- | -------- |
| румунська | 934            | 92,5%    |
| циганська | 76             | 7,5%     |